# KitKat Break for World Champions
Die KitKat Break for World Champions (auch Kit-Kat Break for World Champions) war ein professionelles Snookereinladungsturnier im Rahmen der Saison 1985/86. Es wurde vom 17. bis zum 20. Dezember 1985 im East Midlands Conference Centre im englischen Nottingham ausgetragen. Sieger wurde der amtierende Weltmeister Dennis Taylor, der im Finale den Vizeweltmeister Steve Davis mit 9:5 besiegte. Taylor spielte mit einem 126er-Break im Finale zusätzlich das höchste Break des Turnieres.
Das Turnier, das nach der Austragung 1985 nicht fortgeführt wurde, war eine Idee des Entertainers und Snookerhistorikers Roger Lee.

## Preisgeld
Das gesamte Preisgeld betrug 30.000 Pfund Sterling, wovon ein Drittel auf den Sieger entfiel.
|                 | Preisgeld |
| --------------- | --------- |
| Sieger          | 10.000 £  |
| Finalist        | 6.000 £   |
| Halbfinalist    | 3.500 £   |
| Viertelfinalist | 1.500 £   |
| Höchstes Break  | 1.000 £   |
| Insgesamt       | 30.000 £  |

## Teilnehmer
Zum Turnier wurden acht Spieler eingeladen, die in ihrer Karriere mindestens ein Mal die Snookerweltmeisterschaft gewonnen hatten. Dies waren:
- Fred Davis: Achtfacher Weltmeister (1948, 1949, 1951, 1952, 1953, 1954, 1955 und 1956)
- Ray Reardon: Sechsfacher Weltmeister (1970, 1973, 1974, 1975, 1976 und 1978)
- John Spencer: Dreifacher Weltmeister (1969, 1971 und 1977)
- Steve Davis: Dreifacher Weltmeister (1981, 1983 und 1984)
- Alex Higgins: Zweifacher Weltmeister (1972 und 1982)
- Terry Griffiths: Einmaliger Weltmeister (1979)
- Cliff Thorburn: Einmaliger Weltmeister (1980)
- Dennis Taylor: Einmaliger Weltmeister (1985)

## Turnierverlauf
Die acht Spieler spielten im K.-o.-System um den Turniersieg. Im Viertelfinale, der ersten Runde, wurde im Modus Best of 9 Frames gespielt, im Halbfinale im Modus Best of 11 Frames und im Finale im Modus Best of 17 Frames.

|  | Viertelfinale Best of 9 Frames | Viertelfinale Best of 9 Frames |               |   | Halbfinale Best of 11 Frames | Halbfinale Best of 11 Frames |  |  | Finale Best of 17 Frames | Finale Best of 17 Frames |
|  |                                |                                |               |   |                              |                              |  |  |                          |                          |
|  | Dennis Taylor                  | 5                              |               |   |                              |                              |  |  |                          |                          |
|  | Fred Davis                     | 0                              |               |   |                              |                              |  |  |                          |                          |
|  | Fred Davis                     | 0                              | Dennis Taylor | 6 |                              |                              |  |  |                          |                          |
|  |                                |                                | Dennis Taylor | 6 |                              |                              |  |  |                          |                          |
|  |                                | Terry Griffiths                | 4             |   |                              |                              |  |  |                          |                          |
|  | Terry Griffiths                | Terry Griffiths                | 4             | 5 |                              |                              |  |  |                          |                          |
|  | Terry Griffiths                |                                |               | 5 |                              |                              |  |  |                          |                          |
|  | Ray Reardon                    | 2                              |               |   |                              |                              |  |  |                          |                          |
|  |                                |                                | Dennis Taylor | 9 |                              |                              |  |  |                          |                          |
|  |                                | Steve Davis                    | 5             |   |                              |                              |  |  |                          |                          |
|  | Steve Davis                    | 5                              |               |   |                              |                              |  |  |                          |                          |
|  | John Spencer                   | 2                              |               |   |                              |                              |  |  |                          |                          |
|  | John Spencer                   | 2                              | Steve Davis   | 6 |                              |                              |  |  |                          |                          |
|  |                                |                                | Steve Davis   | 6 |                              |                              |  |  |                          |                          |
|  |                                | Alex Higgins                   | 1             |   |                              |                              |  |  |                          |                          |
|  | Alex Higgins                   | Alex Higgins                   | 1             | 5 |                              |                              |  |  |                          |                          |
|  | Alex Higgins                   |                                |               | 5 |                              |                              |  |  |                          |                          |
|  | Cliff Thorburn                 | 4                              |               |   |                              |                              |  |  |                          |                          |

## Century-Breaks
Während des Turnieres wurden zwei Century-Breaks gespielt, eins davon erst im Finale.
- Dennis Taylor: 126
- Terry Griffiths: 118